# Вроджені вади серця
Вроджені вади серця (природжені вади серця, англ. CCHD) — нині вже застарілий (архаїчний) медичний термін, означає будь-яке захворювання серця та/або магістральних судин, що має анатомічний дефект та виявляється при народженні дитини.
«Вроджені» є росіянізмом в українській мові щодо вад розвитку, питомо українським є термін «природжені вади». Також до природжених вад серця відносять допологові (антенатальні) порушення ритму серця та кардіоміопатії. Сьогодні такі вади визначаються ще ДО народження за допомогою допологових (пренатальних) ультразвукових досліджень, тому доцільніше користуватися терміном вади розвитку серця замість вроджені вади серця[джерело?], тим більше, такий термін і буде правильним відповідником англійської назви congenital anomalies. А термін «природжені вади серця» має залишитись для тих вад, що утворилися при народженні дитини[джерело?]: відкритий овальний отвір, відкрита артеріальна протока.

## Патогенез
Аномалії внутрішньоутробного формування серця та магістральних судин спричинюють порушення внутрішньосерцевої гемодинаміки та, як наслідок, призводять до розвитку серцевої недостатності. Відомі понад 50 різновидів вад розвитку серця. Деякі з них перебігають без явищ серцевої недостатності упродовж багатьох років. Однак, як правило, вони призводять до різноманітних порушень гемодинаміки.
Тривале існування вади спричинює:
- глибокі порушення міокардіальних структур,
- гіпертрофію серця,
- розвиток недостатності кровообігу
- склеротичні зміни легеневих судин[2].

У зв'язку із досягненнями кардіохірургії стає реальним своєчасним хірургічним втручанням відновлення порушеної внутрішньосерцевої гемодинаміки.
Одним з найважливіших факторів, що ускладнюють перебіг вади та перешкоджають проведенню її хірургічної корекції, є недостатність кровообігу, провідним патогенним фактором якої є перевантаження серця внаслідок викиду крові до малого кола кровообігу або підвищення навантаження для подолання перешкоди на шляху кровотоку зі шлуночків.

## Перелік
- Аномалія Ебштейна
- Атріовентрикулярний септальний дефект
- Атріосептальний дефект
- Вентрикулосептальний дефект
- Відкрита артеріальна протока
- Коарктація аорти
- Комплекс Ейзенменгера
- Подвійне відходження магістральних судин від правого шлуночку
- Синдром Алажілля
- Синдром Бланда — Уайта — Гарланда
- Синдром гіпоплазії лівих відділів серця
- Тетрада Фалло
- Тріада Фало

## Діагностика
Діагностичні дослідження:
- Обов'язкові:

- Клінічний аналіз крові
- Біохімічний аналіз крові (обов'язково включаючи білки, білкові фракції, С-реактивний протеїн, фібриноген)
- ЕКГ (гіпертрофія лівих або правих відділів серця, порушення ритму серця або провідності)
- Ехокардіографія (збільшення правих або лівих порожнин серця, ознаки ураження клапанів, наявність градієнта тиску та закиду (регургитацыя) на клапанах)
- Рентгенографія органів грудної клітки у 2 проєкціях (збільшення відповідних відділів серця)
- Консультація кардіохірурга

- За наявності показань:

- Серологічне дослідження (титри антистрептококових антитіл)
- 24-годинне моніторування ЕКГ (порушення ритму та провідності серця, відсутність критеріїв ішемії міокарда)
- Коагулограма
- Зондування порожнин серця
- Ангіографія коронарних судин

## Лікування
Лікування патогенетичне: спрямоване на мобілізацію компенсаторних механізмів і досягнення оптимального стану організму хворого до часу можливого кардіохірургічного втручання.
Лікувальні заходи:
- Лікування серцевої недостатності:

- Інгібітори АПФ
- Інгібітори рецепторів ангіотензину-ІІ
- Діуретики
- Блокатори β-адренорецепторів
- Блокатори кальцієвих каналів

- Антиаритмічні засоби (за наявності фібриляції передсердь):

- Серцеві глікозиди
- Антикоагулянти

- Оперативне лікування вади серця

Критерії ефективності лікування:
- Зникнення або зменшення вираженості суб'єктивних симптомів ХСН (хронічної серцевої недостатності) — задишки, серцебиття, підвищеної втомлюваності;
- Усунення клінічних ознак затримки рідини в організмі
- Поліпшення якості життя